# 文学学士 (BA)

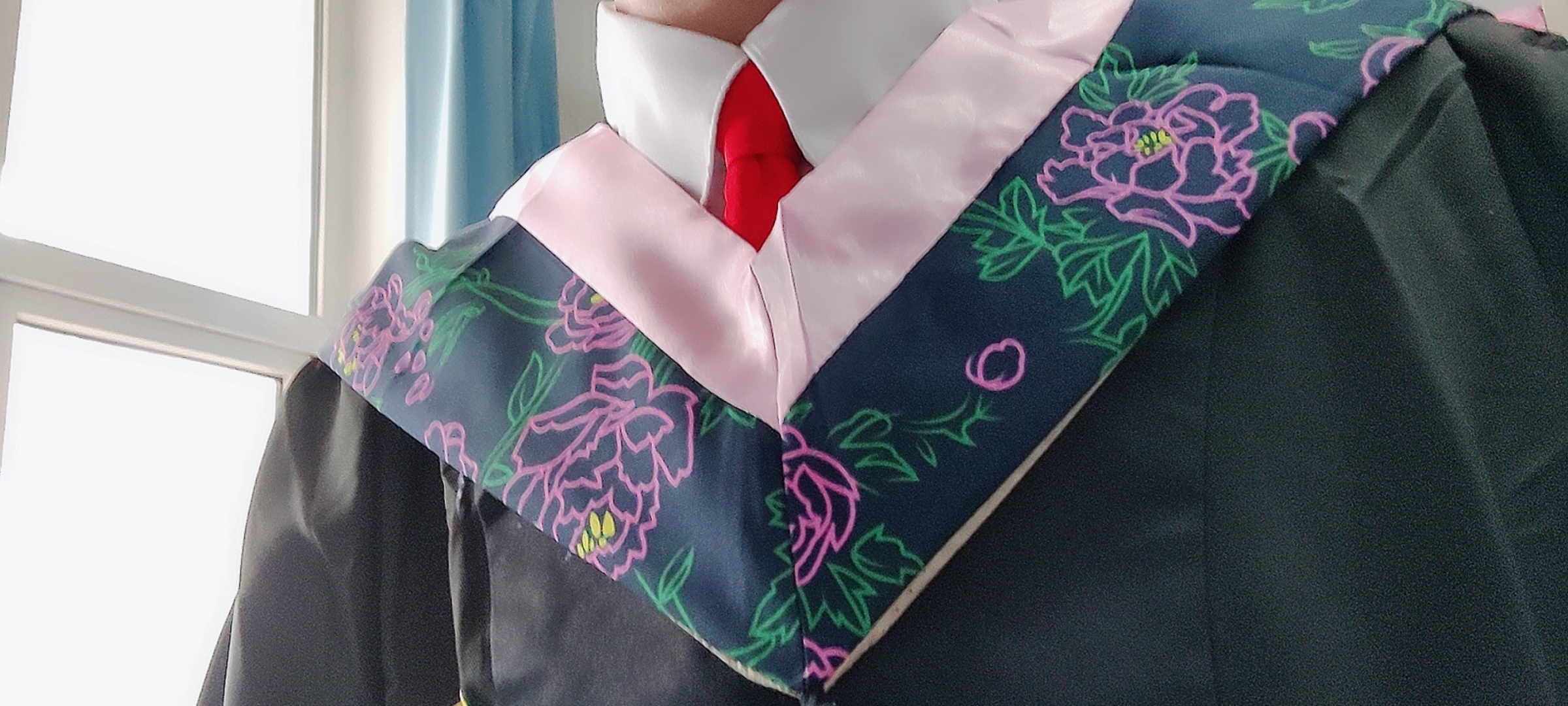
文学学士绶带

文學學士（英語：Bachelor of Arts，缩写为B.A.，來自拉丁語的“Artium Baccalaureus”，缩写为A.B.）是大學本科畢業所取得的的學士學位。大部分大学授其予修讀人文學科學科和部分社会科学学科之學生，一般包括文學、語言學、歷史、哲学、地理、文化研究、传播学、社会学、政治学等。
在不同國家的教育體制，要取得文學士學位需三年至四年時間，在美国、中国、韩国、日本等国一般为四年，在欧盟、英国、瑞士、挪威、新加坡和印度等国一般为三年。部份國家的大學更設有榮譽文學士，通常由學業成績決定其榮譽等級。